# Luigi Bielli
Luigi Bielli (Siena, 21 de juny de 1964) va ser un ciclista italià que va combinar la carretera amb la pista. Va guanyar una medalla al Campionat del món de mig fons.

## Palmarès en carretera
- 1987
  - Vencedor d'una etapa al Cinturó a Mallorca
- 1988
  - 1r al Cinturó a Mallorca
  - 1r al Trofeu Alcide De Gasperi
- 1993
  - 1r al Trofeu Adolfo Leoni

### Resultats al Giro d'Itàlia
- 1989. 97è de la classificació general